# ليه يا دنيا (فلم)
ليه..يا دنيا  فيلم دراما مصري للمخرج هاني لاشين  عام 1994 كتب المخرج أيضا القصة والسيناريو والحوار مشاركة مع الشاعر بهاء جاهين. الفيلم من بطولة وردة، محمود ياسين، صلاح السعدني، صابرين، وائل نور  والمثل الليبي يوسف الغرياني، في ظهوره الأول في السينما المصرية، وهو أحد أبرز نجوم الكوميديا بالمسرح والتليفزيون الليبي لمدة أكثر من 40 عاما. تدور الأحداث حول مصطفى وزوجته وابنتهما وحياتهم الهادئة والسعيدة، إلا أن صديق الأسرة الطبيب يكتشف أن الزوج على وَشك الموت بسبب مَرَض خطير لديه وهنا تتغير مسيرة الحياة.
صدر الفيلم إلى دور العرض المصرية في 25 يوليو 1994.
منح موقع قاعدة بيانات الأفلام العربية «السينما.كوم» الفيلم درجة 5.4/ 10.

## طاقم التمثيل
وردة: في دور دنيا شمس الدين
محمود ياسين: في دور الدكتور حسين (صديق أسرة دنيا)
صلاح السعدني: في دور مصطفى (زوج دنيا وصاحب مصنع للمكرونة)
صابرين: في دور محاسن صادق الحلو (عاملة في محل للملابس النسائية)
وائل نور: في دور علاء علي فهمي (سكرتير مصطفى)
يوسف الغرياني: في دور منصور (شقيق مصطفى)
زوزو نبيل: في دور نونا هانم (والدة دنيا)
عثمان محمد علي: في دور مشتري مصنع المكرونة
هديل: في دور منة الله مصطفى (ابنة دنيا)
ليلى فهمي: في دور زوجة منصور
محمد عشوب: في دور محقق الشرطة
محمود لاشين: في دور الطفل محمود حسين (ابن الدكتور حسين)
سيد صادق: في دور برنس
شريف صبري: في دور محمد صالح (وكيل النيابة)
فايزة عبد الجواد: في دور سجينة
عادل هلال: في دور عنتر
بالاشتراك مع: مختار الأسود – أبو الفتوح عمارة – عادل عشوب (طفل) 

## أحداث الفيلم
يعيش مصطفى (صلاح السعدني) حياة رائعة، فهو رجل أعمال ناجح، يمتلك مصنعا كبيرا لصناعة المكرونة، ومتزوج من دنيا شمس الدين (وردة) وله طفلة جميلة هي منة الله (هديل) وتقيم معهم حماته نونا هانم (زوزو نبيل) والتي يعتبرها والدته. يباشر مصطفى عمله بين القاهرة وتونس حيث يدير فرع الشركة هناك شقيقه الأكبر منصور (يوسف الغرياني) المتزوج في تونس من منى (ليلى فهمي)، ويعاون مصطفى في أعمال الشركة سكرتيره الخاص علاء فهمي (وائل نور) الذي يحب خطيبته محاسن صادق الحلو (صابرين) العاملة في محل للملابس النسائية، وقد تأخر زواجهم لأسباب مادية. يصادق مصطفى ودنيا الطبيب الأرمل حسين (محمود ياسين)، وإبنه الصغير محمود (محمود لاشين). يعاني مصطفى من صداع مؤلم وبعد الكشف عليه وتصوير رأسه بالأشعة المقطعية، يتضح وجود ورم بالمخ، في مكان يصعب الوصول إليه، دون تدمير معظم مراكز المخ، ولا فائدة من إجراء الجراحة. يعرف صلاح أن ما تبقى له من عمر هو 3 شهور ويتقبل ذلك راضياً بقضاء الله. يساعد الدكتور حسين صديقه صلاح بدواء شديد السمية، ويحذره من زيادة الجرعة.
يتسلم علاء مبلغ 80 ألف دولار لإيداعها في البنك، ولكنه يؤجل الإيداع، حسب تعليمات محاسن، لشراء بضاعة مهربة من المعلم البرنس (سيد صادق)، ثم إعادة بيعها لصاحبة المحل الذي تعمل به محاسن، لتحقيق ربح قدره 10 آلاف دولار. يطمع علاء في الأرباح، ويشترى البضاعة من البرنس، الذي يرسل خلفه بعض من رجاله ليسرقون البضاعة. يطالب مصطفى سكرتيره علاء بإيصال الإيداع ولكنه يتهرب، ويتصل مصطفى بشقيقه منصور في تونس، يخبره بحضوره بعد يومين لأمر في غاية الأهمية، ويظن منصور أن هناك خلاف بينه وبين زوجته دنيا، كما يقرر مصطفى أن يبيع المصنع، حتى لاتتورط زوجته دنيا في ادارته بعد وفاته. يحضر المشتري (عثمان محمد علي) ويقدم شيكا بمبلغ أربعة ملايين ونصف جنيه ومبلغ نصف مليون جنيه نقداً في حقيبة سوداء. يصاب مصطفى بنوبة من الألم ويتصل بزوجته لتحضر الدواء، ولكنها تتأخر بسبب حادثة سيارة، يستنجد مصطفى بسكرتيره علاء للبحث في سيارته عن زجاجة من المسكن كان يحتفظ بها للحالات الطارئة، ينتهز علاء الفرصة بعد أن لمح حقيبة النقود ويسارع باحضار الدواء ويزيد الجرعة ليتناولها صلاح ويسقط وقد فارق الحياة.
يحضر منصور من تونس، ويدلي بأقواله أمام وكيل النيابة، محمد صالح (شريف صبري)، ويتهم دنيا بالتخلص من شقيقه، وتأمر النيابة بإعادة تشريح الجثة، ليكتشفوا أن سبب الوفاة الجرعة الزائدة من الدواء، وبما أن زجاجة الدواء الوحيدة موجودة مع دنيا، فقد تم القبض عليها، وتوجيه الاتهام لها، ولكن الدكتور حسين يذكر أن هناك زجاجة أخرى، ولكن علاء ينجح في وضع الزجاجة الأخرى في حمام منزل مصطفى. كانت الطفلة منة الله قد قامت بتصوير فيديو، عشوائيا، أثناء عزومة أقامها مصطفى في منزله، وظهر فيه علاء يحضر زجاجة الدواء من السيارة.
يعلم حسين بحضور علاء للمنزل ودخوله الحمام، كما يعلم بنية علاء إفتتاح محل جديد، ولهذا فهو يحتاج المال، ويربط حسين كل هذه الأدلة، كما تقوم نونا هانم باستدراج علاء للمنزل، الذي يحضر ومعه محاسن، ويواجههم حسين بالأدلة ويتم القبض عليهم.

## أغاني الفيلم
الغناء: وردة
شمس وبحر: ألحان محمد سلطان – كلمات: بهاء جاهين 
خليك معايا: ألحان صلاح الشرنوبي – كلمات: بهاء جاهين 
منة يا منة: ألحان إبراهيم فهمي – كلمات: بهاء جاهين 
طعم الحياة: ألحان إبراهيم رأفت - كلمات: بهاء جاهين 
رايح لفين يا طريق: ألحان انتصار عبد الفتاح - كلمات: بهاء جاهين 
أغنية «بتونس بيك» الصادرة عام 1992  تصاحب عناوين بداية الفيلم 
ألحان: صلاح الشرنوبي – كلمات: عمر بطيشة – توزيع: طارق عاكف
التسجيل: ستوديوهات أكو ساوند
التوزيع الموسيقي: خالد صبحي

## وصلات خارجية
- ليه يا دنيا على موقع قاعدة بيانات الأفلام العربية
- ليه يا دنيا على موقع قاعدة بيانات الفيلم (الإنجليزية)
- ليه يا دنيا على موقع ليتربوكسد (الإنجليزية)
- ليه يا دنيا على موقع الدهليز

https://letterboxd.com/film/leih-ya-dunia/ ليه.. يا دنيا (فيلم)
https://www.themoviedb.org/movie/619882 ليه.. يا دنيا (فيلم)
https://www.youtube.com/watch?v=7MWGhlYTfgM ليه.. يا دنيا (فيلم)
https://www.youtube.com/watch?v=CI1Wr9ivr_s ليه.. يا دنيا (فيلم)
https://www.youtube.com/watch?v=h7hrl6Jlf4w ليه.. يا دنيا (فلم)